# Simulium benjamini
Simulium benjamini är en tvåvingeart som beskrevs av Dalamt 1952. Simulium benjamini ingår i släktet Simulium och familjen knott.
Artens utbredningsområde är Guatemala. Inga underarter finns listade i Catalogue of Life.